# Braconella latilineata
Braconella latilineata är en stekelart som först beskrevs av Cameron 1909.  Braconella latilineata ingår i släktet Braconella och familjen bracksteklar. Inga underarter finns listade.